# 崔奎瑞 (朝鮮)
崔奎瑞（：／，1650年—1735年），字文叔，號艮齋、少陵、巴陵，本貫海州崔氏。朝鮮王朝中期文臣。
1680年別試丙科及第，歷任持平、正言、修撰、檢討官、吏曹左郎等職，以咸鏡南道暗行御史的身份暗中調查民情，揭發貪官污吏。後歷任吏曹正郎、副應教、侍讀官、司諫、大司成、大司諫等職。景宗朝任左議政，後升領議政。
1728年（英祖4年），李麟佐等人圖謀推翻朝鮮英祖，被他得知，向英祖告發。死後諡忠貞。